# Slivnița, Vranje
Slivnița (Сливница) este o localitate situată în partea de sud-est a Serbiei. Aparține administrativ de comuna urbană Vranje. La recensământul din 2002 localitatea avea 143 locuitori.